# Mercier–Hochelaga-Maisonneuve
Mercier-Hochelaga-Maisonneuve es un arrondissement de la ciudad de Montreal. Se extiende por una superficie de 24,5 km² y tiene una población de 128.440 habitantes aproximadamente.
Está compuesto por tres barrios obreros: Hochelaga-Maisonneuve, Mercier-Ouest y Mercier-Est, divididos por la autoroute 25. El  alcalde Pierre Lessard-Blais.